# Kazimierz Rudzki

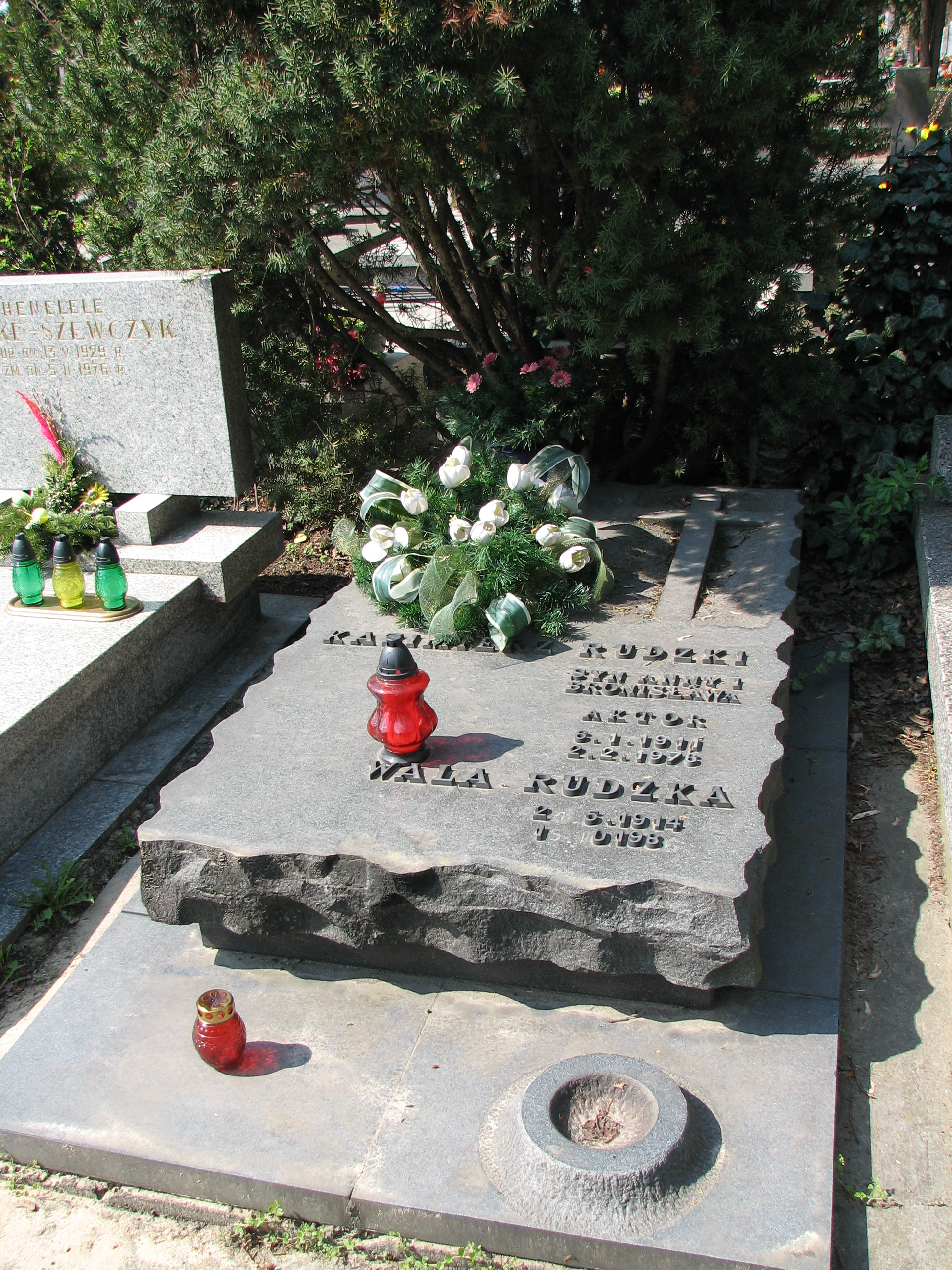
Grób Kazimierza Rudzkiego i jego żony Wali - cmentarz Wojskowy na Powązkach

Kazimierz Rudzki (ur. 6 stycznia 1911 w Warszawie, zm. 2 lutego 1976 tamże) – polski aktor, reżyser, konferansjer, pedagog i oficer rezerwy Wojska Polskiego.

## Życiorys
Urodził się w rodzinie Bronisława, właściciela wydawnictwa nutowego i wytwórni płytowej. Jego siostrą była Lena Rudzka-Głowacka, matka pisarza Janusza Głowackiego. Ukończył w 1929 Liceum Ziemi Mazowieckiej, następnie podjął studia ekonomiczne w Wyższej Szkole Handlowej. Był słuchaczem Instytutu Reduty związanego z Juliuszem Osterwą, a następnie studiował na Wydziale Reżyserskim Państwowego Instytutu Sztuki Teatralnej w Warszawie, który ukończył w 1938. W tym samym roku zadebiutował w Warszawie. W międzyczasie odbył jednoroczną służbę wojskową i został mianowany na stopień podporucznika ze starszeństwem z 1 stycznia 1936 i 81. lokatą w korpusie oficerów rezerwy łączności.
W 1939 został powołany do wojska, brał udział w kampanii wrześniowej. W bitwie pod Kockiem został wzięty do niemieckiej niewoli. Początkowo przebywał w obozie w Weilburgu, od sierpnia 1940 do końca wojny w Oflagu II C Woldenberg (Dobiegniew). Tam zorganizował teatr, w którym był aktorem, reżyserem i konferansjerem.
Po wojnie wrócił do Warszawy i występował w teatrze, radiu i telewizji (niemal od początku). Był dyrektorem Teatru Syrena w Warszawie w latach 1950–1953. Występował w kabaretach Szpak (1955), Wagabunda (1955–1957) oraz u Jana Pietrzaka w kabarecie Pod Egidą (1971–1974).
Jego dorobek sceniczny to ponad 40 ról filmowych i teatralnych. Wykorzystywał w nich perfekcyjnie swoje warunki fizyczne (był wysoki, szczupły z orlim nosem i bardzo charakterystycznym tembrem głosu, podawał mistrzowsko błahe i komiczne teksty z kamienną twarzą i tonem), wypracował swoisty styl konferansjerki estradowej i kabaretowej.
Od 1956 profesor warszawskiej Państwowej Wyższej Szkoły Teatralnej, a następnie jej prorektor. Sukces przyniosła mu rola podporucznika Turka w filmie Eroica Andrzeja Munka, lecz dziś pamiętany jest z roli ojca Pawła w serialu Wojna domowa Jerzego Gruzy. Prowadził też w Polskim Radiu audycje dla młodzieży propagujące kulturę słowa, uczące podstawowych umiejętności aktorskich.
Był żonaty z Walą (Walerią) z Ablewskich (1914–1986), nie mieli dzieci.
Zmarł w Warszawie, pochowany 6 lutego 1976 na cmentarzu Wojskowym na Powązkach (kwatera A39-3-2). W pogrzebie uczestniczył wicepremier, minister kultury i sztuki Józef Tejchma oraz kierownik Wydziału Kultury KC PZPR Lucjan Motyka. W imieniu środowiska artystycznego przemawiali: Gustaw Holoubek, Jan Łomnicki oraz Erwin Axer/

## Filmografia[6]
- Eroica (1957) – podporucznik Turek
- Głos z tamtego świata (1962) – Zenon Aksamitowski
- Pasażerka (1963) – delegat komisji międzynarodowej
- „Awatar”, czyli zamiana dusz (1964) – psychiatra
- Pierwszy dzień wolności (1964) – podpułkownik Ostrowski
- Trzy kroki po ziemi (1965) – mecenas
- Wojna domowa (1965–1966) – Kazimierz Jankowski, ojciec Pawła
- Lenin w Polsce (1966) – ksiądz
- Marysia i Napoleon (1966) – Charles-Maurice de Talleyrand-Perigord
- Ja gorę! (1967) – autor
- Poradnik matrymonialny (1967) – fryzjer
- Szach i mat! (1967) – autor
- Ślepy tor (1967) – autor
- Mistrz tańca (1968) – autor
- Pożarowisko (1968) – autor
- Jak rozpętałem drugą wojnę światową (1969) – kapitan Ralf Peacoock
- Dzięcioł (1970) – lekarz w supersamie
- Nie lubię poniedziałku (1971) – dyrektor „Maszynohurtu”
- Milion za Laurę (1971) – lekarz psychiatra
- Wielka miłość Balzaka (1973) – Klemens von Metternich (odc. 4)
- Czterdziestolatek (1974) – profesor Karwowskiego (odc. 1)

## Spektakle Teatru Tv[6]
- Ondyna (1957) – Nadintendent królewskiego teatru
- Bal manekinów (1961) – Manekin 41 i Poseł Ribande
- Przesada (1961) – Pan domu
- Sezon (1961) – Dyrektor sanatorium
- Wspomnienia z teraźniejszości (1961)
- Z gawędy wuja (1961)
- Amfitrion 38 (1962)
- Stranitzky i bohater narodowy (1962) – Narrator
- Szkoła żon (1962) – Chryzald
- Węzeł rodzinny (1963) – Kamerdyner
- Biedermann i podpalacze (1964) – Koryfeusz chóru
- Hipnoza (1966) – Lekarz
- Dożywocie (1968) – Twardosz
- Zemsta sieroty (1968) – Generał Bosquet
- Mieszczanin szlachcicem (1969) – Nauczyciel filozofii
- Mikromegas (1970)
- Żaglowce, białe żaglowce (1970) – Mecenas
- Dwaj panowie w pubie (1971)
- 12 krzeseł (1972) – Worobianow
- Cezar i Kleopatra (1972) – Brytanus
- Arszenik i stare koronki (1975) – Whiterspoon

## Role teatralne (wybór)
- Fouché w Madame Saint-Gêne
- Dr Knock w Knock, czyli triumf medycyny

## Ordery i odznaczenia
- Krzyż Oficerski Orderu Odrodzenia Polski (11 lipca 1955)[7]
- Medal 10-lecia Polski Ludowej (19 stycznia 1955)[8]
- Odznaka 1000-lecia Państwa Polskiego (1967)
- Złota odznaka honorowa „Za Zasługi dla Warszawy” (1965)[9]

## Nagrody
- Nagroda Państwowa III stopnia za realizację programu satyrycznego „To się pokaże” w Państwowym Teatrze „Syrena” w Warszawie (1952)[10][11]
- Nagroda Ministra Kultury i Sztuki II stopnia za prace sceniczne, filmowe i estradowe (1963)